# Lucius Junius Quintus Vibius Crispus

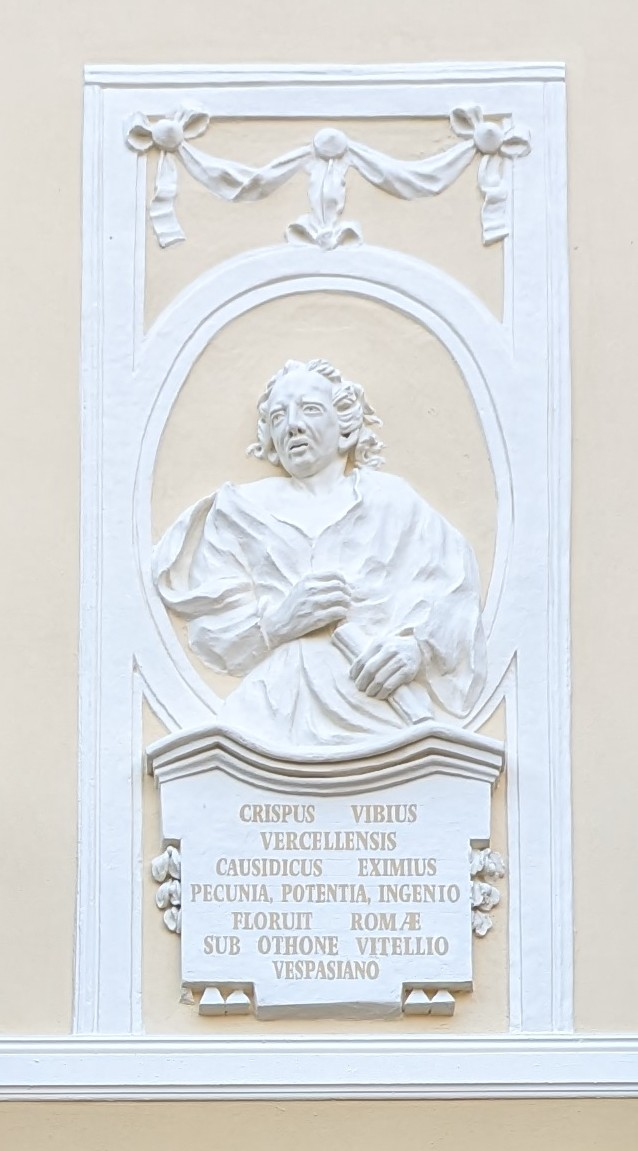
Skulptur av Quintus Vibius Crispus

Lucius Junius Quintus Vibius Crispus (ibland även känd som Quintus Vibius Crispus ) var en romersk senator och amicus (följeslagare till kejsarna), känd för sin kvickhet. Han var suffektkonsul tre gånger. 

## Familj
Crispus kom från en familj av ryttarorden, han var medlem i släkten Vibia. Enligt Tacitus föddes Crispus i Vercellae.  Enligt Olli Salomies däremot, föddes han som Quintus Vibius, och adopterades senare av en Lucius Junius någon tid före sitt andra konsulat.  Crispus bror var Lucius Vibius Secundus. Om Crispus var den yngre brodern, skulle det inte bara indikera att hans fars namn var Lucius Vibius, utan också kunna vara en förklaring till hans adoptivstatus.
Quintus Vibius Secundus, suffektkonsul år 86, anses vara Crispus son.  Det är än så länge okänt om Crispus är släkt med Lucius Vibius Sabinus, far till den romerska kejsarinnan Vibia Sabina.

## Liv
Crispus liv innan han uppnådde konsulatet för första gången, under Neros regeringstid, är för det mesta okänt. Tacitus antyder i sina historieböcker att han var en delator (informatör) under dessa år, vilket skulle förklara källan till en stor del av hans påstådda förmögenhet.  Datumet för hans första konsulat är okänt. Föreslagna datum sträcker sig från före år 56 (Bosworth) till så sent som 63 eller 64 (Gallivan); åren 56-60 kan utelämnas eftersom alla  konsuler för dessa år är kända.  I en senare studie av daterade dokument från Herculaneum begränsade Giuseppe Camodeca de möjliga dateringarna till antingen 60 eller 61. 
Crispus första registrerade framträdande var mot slutet av år 60. Under det året dömdes hans bror för utpressning på ett åtal väckt av mauretanierna, och som påföljd utvisades han från Italien. Krispus lyckades, genom sitt inflytande i den romerska senaten, rädda sin bror från ett sämre straff. 
År 68 utnämndes Crispus till curator aquarum (övervakare av akvedukter) i Rom.  Crispus var framträdande under kaoset under  Fyrkejsaråret vid flera tillfällen. En gång, i senaten, åtalade han en equites, Annius Faustus, för att vara en delator — Faustus hade anmält sin bror, möjligen i samband med hans brott mot mauretanierna. Även om Crispus lyckades vinna sitt mål mot Faustus, noterar Tacitus att det var mot hårt motstånd: "Många mindes att Crispus hade utövat samma yrke med vinning; det var inte heller straffet utan åklagaren som de ogillade."  Tacitus noterar att han senare samma år var framträdande i senaten i åtalet mot delatores som var aktiva under Neros regeringstid. 
Crispus andra framträdande var som amicus till Vitellius, där han gav ett minnesvärt exempel på kejsarens frosseri. Vitellius tyckte om att hänge sig åt maratonlopp av festmåltider, och Crispus tvingades att frånvara en av dessa på grund av sjukdom. Dio Cassius citerar Crispus som efteråt anmärkte: "Om jag inte hade blivit sjuk, skulle jag säkerligen ha förgåtts." 
Trots att han hade varit en nära vän med Vitellius återfick Crispus sin ställning efter att Vespasianus besegrade honom och framstod som segrare. Han fick tillstånd att delta i sorteringen och tilldelades prokonsulärt guvernörskap i Afrika 71/72,  Hans legat, Gaius Flavius, satte rekord i att segla från provinsen, till Ostia på två dagar.  Några år senare anslöt sig Crispus till suffektkonsulatet en andra gång under nundinium mars–april år 74 som Titus kollega.  Vid någon period under Vespasianus regeringstid utsågs Crispus till guvernör i Hispania Tarraconensis. 
Crispus behöll sin position som amicus under Vespasianus yngre son Domitianus, regeringstid. "Även om ingen kunde ha varit en mer användbar rådgivare för Domitianus, begränsade han sina samtal med kejsaren till säkra ämnen — hur vått det har varit, hur varmt det har varit; han uttryckte aldrig sina privata åsikter eller satsade sitt liv på sanningen."  Det var Domitianus som beviljade honom ett tredje konsulat, antingen år 82 eller år 83.  Vid ett tillfälle under denna tid, när han tillfrågades om någon i smyg varit med kejsaren, svarade Crispus kvickt: "Nej, inte ens en fluga". Detta var en sarkastisk hänvisning till Domitianus påstådda vana att döda insekter och visa upp dem på änden av en nål eller skrivstift. 
Om ett av Martialis epigram faktiskt hänvisar till Crispus, kan han ha varit död år 90; Martialis skrev en dikt som publicerades samma år om en man vid namn Crispus som hade slösat bort hela sin förmögenhet på sig själv och lämnat sin fru utan pengar. 